# ۱۳۸۳ (خورشیدی)
سال ۱۳۸۳ هجری خورشیدی، سالی کبیسه است. سرآغاز این سال روز شنبه است.

## رویدادهای داخلی
- ۱۱ حمل/فروردین. دولت ایران به ریاست سیدمحمدخاتمی تصویب کرد کودکان اتباع خارجی مقیم ایران که مدرک معتبر ندارند، حق تحصیل در ایران ندارند. هم‌چنین دانش‌اموزان خارجی با مدرک معتبر، باید تمام یا بخشی از هزینه ثبت نام را بپردازند و حق تحصیل در دوره پیش‌دانشگاهی، کار‌ودانش، هنرستان‌های فنی و شبانه ندارند.[۱]
- ۳ خرداد - انتصاب عزت‌الله ضرغامی به ریاست صدا و سیمای جمهوری اسلامی ایران با حکم سید علی خامنه‌ای
- ۱۷ خرداد - برگزاری دادگاه شهلا جاهد محکوم به جنایت قتل لاله سحرخیزان [۲]
- ۵ تیر - برخورد یک تانکر حامل ۴۰ تن بنزین با ۶ دستگاه اتوبوس در جاده زاهدان - بم ۱۰۰ مجروح و ۸۰ کشته
- ۲۸ تیر - تأسیس شهر باروق در استان آذربایجان غربی ایران
- پاییز - اجرای نمایش شب هزار و یکم در تالار چهارسوی تئاتر شهر در تهران از ۲۶ شهریور تا ۱۷ آبان
- ۱۸ مهر/میزان. برگزاری اولین انتخابات ریاست جمهوری در افغانستان
- پاییز - تأسیس مدرسه اسلامی هنر در شهرستان قم توسط سید ابوالحسن نواب
- دی - تأسیس شهر نگین‌شهر در استان گلستان ایران
- ۲۶ بهمن - آتش‌سوزی در مسجد ارگ تهران ،۳۵۰ نفر مجروح و ۸۰ نفر کشته.

## رویدادهای خارجی

### دی
- ۱۲ - جینا گیز از ویسکانسین ایالات متحده از بیمارستان مرخص می شود و نخستین کسی می شود که بدون واکسیناسیون از هاری جان سالم به در برد.[۳][۴]
- ۱۶ - اریس ، بزرگترین سیاره کوتوله در منظومه شمسی کشف شد.[۵]
- ۲۰ - توافقنامه جامع صلح امضا می شود و دومین جنگ داخلی سودان پایان یافت.[۶]
- ۲۳ - دیپ ایمپکت با هدف مطالعه دنباله دار تمپل ۱ به فضا پرتاب شد.[۷]
- ۲۵ - فضاپیمای هویگنس بر روی تیتان، بزرگترین قمر زحل فرود آمد.[۸]

### بهمن
- ۱ - شدیدترین رویداد ذرات خورشیدی در تاریخ ثبت شد.[۹]

## زادروزها

### اردیبهشت
- ۲۲ اردیبهشت - دیانا فرزام‌نیا، بازیکن هاکی روی یخ
- ۲۶ اردیبهشت - امیررضا پورآقابالا، شطرنج‌باز

### خرداد
- ۶ خرداد - علیرضا عبدولی، کشتی‌گیر
- ۲۹ خرداد - رکسانا معصومی، فوتبالیست

### تیر
- ۹ تیر - مهدی حاجی‌موسایی، تکواندوکار
- ۲۸ تیر - محمدرضا ترابی، بازیکن فوتبال

### مرداد
- ۳ مرداد - شاهین بنی‌طالبی، ووشوکار
- ۱۱ مرداد - نوید کومار، بازیکن فوتبال
- ۱۵ مرداد - مشکات‌الزهرا صفی، تنیس‌باز

### شهریور

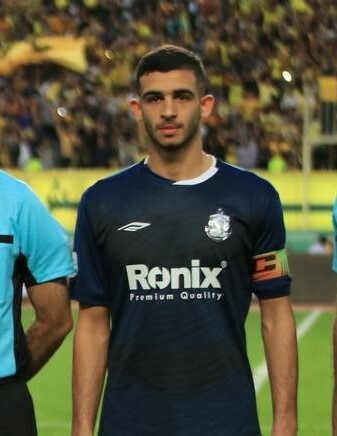
محمدرضا بردبار

- ۵ شهریور - محمدرضا بردبار، بازیکن فوتبال
- ۱۱ شهریور - ابراهیم خواری، کشتی‌گیر
- ۱۵ شهریور - یاسمن لیموچی، تکواندوکار
- ۱۷ شهریور - علی رضایی، کشتی‌گیر
- ۳۰ شهریور - علی جبلی، شناگر

### آبان
- ۹ آبان - فاطمه آقایی، بازیکن هاکی روی یخ

### آذر
- ۲۶ آذر - یکتا جمالی، وزنه‌بردار

### بهمن
- ۱۶ بهمن - حمیدرضا کشتکار، کشتی‌گیر

## درگذشت‌ها
فروردین
- ۹ فروردین - سید حسن حسینی، شاعر، مترجم و نویسنده (زاده ۱۳۳۵)
- ۱۲ فروردین - ژاله کاظمی، دوبلور، گوینده، مجری تلویزیون و نقاش (زاده ۱۳۲۲)
- ۱۴ فروردین - محمدحسن ابراهیمی، امام جمعه گویان (زاده ۱۳۴۶)
- ۱۹ فروردین - علاءالدین پازارگادی، نویسنده و مترجم (زاده ۱۲۹۲)

اردیبهشت
- ۲ اردیبهشت - سیاوش زندگانی، آهنگساز (زاده ۱۳۲۱)
- ۱۱ اردیبهشت - کیومرث صابری فومنی، نویسنده با نام هنری گل آقا (زادهٔ ۱۳۲۱)
- ۱۴ اردیبهشت - سوسن، خواننده (زادهٔ ۱۳۲۲)
- ۱۵ اردیبهشت - احمد میرفندرسکی، سیاست‌مدار (زادهٔ ۱۲۹۷)
- ۱۶ اردیبهشت - حسین منزوی، شاعر (زادهٔ ۱۳۲۵)
- ۲۲ اردیبهشت - عبدالرضا پهلوی، هفتمین فرزند و چهارمین پسر رضا شاه پهلوی (زاده ۱۳۰۳)
- ۲۹ اردیبهشت - فرزانه نوایی، نوازنده چنگ (زاده ۱۳۳۵)

خرداد
- خرداد - غیاث‌الدین صحنه، والیبالیست (زاده ۱۳۴۲)
- خرداد - میکائیل یلمه، والیبالیست
- ۹ خرداد - مسعود امامی، استاندار قزوین (زاده ۱۳۳۲)
- ۱۳ خرداد - شاپور جفرودی، شاعر ترانه جان مریم (زاده ۱۳۰۷)
- ۲۱ خرداد - لوریک میناسیان، هنرپیشه (زادهٔ ۱۳۲۲)
- ۳۱ خرداد - محمد مهریار (باستان‌شناس)، باستانشناس، معمار و مرمتگر (زاده ۱۳۱۸)
- ۳۱ خرداد - محمدرضا سرهنگی، فیلمنامه‌نویس و تهیه‌کننده (زاده ۱۳۳۴)

تیر
- امین امینی، بازیگر، فیلم‌نامه‌نویس و کارگردان (زاده ۱۳۰۹)
- نصرت‌الله کنی، فیلمبردار و بازیگر (زاده ۱۳۰۹)
- ۸ تیر - محمد رنجبر، بازیکن فوتبال (زاده ۱۳۱۳)

مرداد
- ۵ مرداد - علی پهلوانی تهرانی، فقیه و عارف (زاده ۱۳۰۵)
- ۱۴ مرداد - حسین پناهی، شاعر، نویسنده و بازیگر (زادهٔ ۱۳۳۵)

شهریور
- ۱۱ شهریور - دلکش، خواننده (زادهٔ ۱۳۰۳)
- ۱۵ شهریور - داوود کریمی، از فرماندگان ایرانی جنگ ایران و عراق (زاده ۱۳۲۶)
- ۲۱ شهریور - ایوب حسین‌نژادی، خلبان (زاده ۱۳۳۲)
- ۲۴ شهریور - حسین لرزاده، معمار و مجری ساخت آرامگاه فردوسی (زاده ۱۲۸۵)
- ۲۸ شهریور - غلامعلی عبیدی، بنیان‌گذار لابراتوار داروسازی دکتر عبیدی و پدر صنعت داروسازی ایران (زاده ۱۲۹۹)

مهر
- احمد بهروزی، بازیگر (زاده ۱۳۲۲)
- یدالله شیراندامی، بازیگر (زاده ۱۳۱۴)
- معصومه سهراب، از پایه‌گذاران کودکستان مهر و مجتمع آموزشی مهران (زاده ۱۳۰۴)
- ۱۴ مهر -حسنعلی مروارید، فقیه و عالم (زاده ۱۲۹۰)
- ۱۸ مهر - عبدالحسین نوایی، نویسنده و تاریخ‌نگار (زاده ۱۳۰۲)
- ۲۲ مهر - محمد عبایی خراسانی، از فعالان نهضت اسلامی ایران، نماینده دور اول مجلس خبرگان رهبری و از شاگردان سید روح‌الله خمینی (زاده ۱۳۱۸)

آبان
- - آبان - علی‌اکبر غفاری، فقیه و محقق (زاده ۱۳۰۳)
- ۱ آبان - جهانگیر اوشیدری، موبد موبدان زرتشتیان (زاده ۱۲۹۹)
- ۱۴ آبان - شرف‌الدین خراسانی، فیلسوف، مترجم و شاعر (زاده ۱۳۰۶)

آذر
- ۱۵ آذر - محمود علیقلی، خواننده و مجری رادیو و تلویزیون (زاده ۱۳۳۳)
- ۲۳ آذر - غلامحسین غریب، شاعر، نویسنده و موسیقی دان ایرانی. (زاده ۱۳۰۲)
- ۲۳ آذر - مجتبی کاشانی، شاعر و نویسنده (زاده ۱۳۲۷)
- ۲۵ آذر - ابوالقاسم تفضلی، سیاست‌مدار (زاده ۱۳۰۰)
- ۳۰ آذر - رضا نقشینه، دامپزشک (زاده ۱۳۱۳)

دی
- ۱۰ دی - پروفسور سعید شاملو، دکتر روانشناس و بنیان‌گذار روانشناسی بالینی (زاده ۱۳۰۸)
- ۱۱ دی - مسعود حجازی، حقوقدان (زاده ۱۳۰۸)
- ۱۲ دی - محمود مشروطه، بازیگر (زاده ۱۲۹۸)
- ۲۸ دی - نازنین نظام شهیدی، شاعر معاصر ایرانی (زادهٔ ۱۳۳۳)

بهمن
- غلامحسین جهانشاهی، وزیر بازرگانی در زمان نخست‌وزیری اسدالله علم (زاده ۱۲۹۹)
- ۲۲ بهمن - شهین‌دخت سرلتی، کارآفرین و همسر همایون صنعتی‌زاده (زاده ۱۳۱۲)

اسفند
- اسفند - مهدی شهیدی، حقوقدان (زاده ۱۳۱۳)
- اسفند - شاپور ریپورتر، رئیس سازمان اطلاعات مخفی بریتانیا در ایران (زاده ۱۲۹۹)
- ۸ اسفند - محمدسعید فاضلی، از علمای اهل سنت منطقه خراسان (زاده ۱۳۳۰)
- ۱۸ اسفند - گاگیک هواکیمیان، سیاست‌مدار و روزنامه‌نگار (زاده ۱۲۹۱)
- ۲۵ اسفند - پرویز اتابکی، مترجم و دیپلمات (زاده ۱۳۰۷)